# باشگاه فوتبال نیویورک کاسموس
باشگاه فوتبال نیویورک کاسموس (به انگلیسی: New York Cosmos) یک باشگاه فوتبال است که در سال ۲۰۱۰ در شهر نیویورک تأسیس شد. بازیکنان بزرگ و سرشناسی مانند پله و فرانتس بکن باوئر در این تیم بازی کرده‌اند.